# Ayanta Barilli
Ayanta Sánchez Barilli (Roma, 17 de febrero de 1969) es escritora y periodista.
En 2018 fue finalista del Premio Planeta. También ha trabajado en televisión, cine y teatro como actriz. Actualmente dirige el programa de radio A Media Luz, un magacín  cultural en la emisora esRadio.

## Biografía
Hija del escritor Fernando Sanchez Dragó y de la profesora de Historia y Filosofía italiana Caterina Barilli. Es la segunda de cuatro hermanos por parte de padre, todos ellos hijos de madres diferentes y de nacionalidades distintas. Ayanta Barilli vivió durante su infancia en Roma. Tres años después de la temprana muerte de su madre, se trasladó a vivir a Madrid en 1981, y poco después a Nairobi. Tiene dos hijos.
Estudia danza clásica con Víctor Ullate y arte dramático con Zulema Katz y Dominic de Facio. Con veinte años la contrata Televisión Española para presentar Buenos días, un programa matinal dirigido por Luis Melgar. Comienza a trabajar en cine como actriz con Lo más natural, Don Juan en los infiernos, Amo tu cama rica, Los peores años de nuestra vida, Volaverunt. En teatro actúa en  Trabajos de amor perdidos, Mandíbula afilada, Arsénico por compasión y Descalzos por el parque. Dirige la obra infantil Kafka y la muñeca viajera. En televisión interpreta personajes principales en las series Vecinos, Pepa y Pepe, Por fin solos y A las once en casa.
Ha colaborado además en diferentes programas literarios dirigidos por Fernando Sánchez Dragó. El último de todos ellos, Libros con Uasabi. Se ocupó de la dirección de casting de Oviedo Express de Gonzalo Suárez y de La montaña rusa de Emilio Martínez Lazaro. Ha trabajado como coach en la película mexicana Como agua para chocolate de Alfonso Arau, así como en Trece rosas y en La montaña rusa, ambas de Emilio Martinez Lázaro.
En 2001 comenzó a colaborar con la Cadena COPE en La Linterna de Federico Jiménez Losantos, y en 2003, en La Mañana como crítica de teatro y de libros, con el espacio titulado "Grandes mujeres en la historia de España" y la sección Un año de amor, un concurso radiofónico de cartas de amor. En 2007 asume el cargo de directora artística del Teatro Lara de Madrid, donde logrará renovar su histórico patio de butacas y dará inicio a la cartelera off, que contará con grandes éxitos como La función por hacer, dirigida por Miguel del Arco y que obtendría varios premios Max.
En 2009 comienza a trabajar en la Cadena esRadio, donde, desde 2009 hasta 2018, dirigió y presentó los programas EsAmor y EsSexo. A partir de septiembre de 2018 es la directora y presentadora del programa A media luz, emitido de lunes a jueves de 00:30 a 3:00. Asimismo, ha colaborado con las ediciones digitales de El Mundo y El Español, con los blogs EsAmor y EsSexo. 
En 2018 fue finalista del Premio Planeta con la que era su primera novela, titulada Un mar violeta oscuro. Durante el confinamiento por la epidemia de COVID-19 de 2020-21 escribió su segunda novela, titulada Una mujer y dos gatos, fuertemente autobiográfica.

## Libros
| Año  | Título                | Reseña                                                                           |
| ---- | --------------------- | -------------------------------------------------------------------------------- |
| 2005 | Un año de amor        | Recopilación de las mejores cartas de amor emitidas en su programa radiofónico   |
| 2013 | Pacto de sangre       | Escrito junto a Fernando Sánchez Dragó sobre las relaciones entre padres e hijos |
| 2018 | Un mar violeta oscuro | Novela finalista del Premio Planeta                                              |
| 2021 | Una mujer y dos gatos | Novela autobiográfica                                                            |
| 2023 | Si no amaneciera      | Novela                                                                           |

## Cine
| Año  | Película                                           | Personaje        | Director               |
| ---- | -------------------------------------------------- | ---------------- | ---------------------- |
| 1987 | A cena con il vampiro                              |                  | Lamberto Bava          |
| 1990 | Lo más natural                                     | Bea              | Josefina Molina        |
| 1990 | La settimana della sfinge                          | Chica del Museo  | Daniele Luchetti       |
| 1991 | Amo tu cama rica                                   | Inés             | Emilio Martínez-Lázaro |
| 1991 | Don Juan en los infiernos                          | Dama             | Gonzalo Suárez         |
| 1992 | La montaña de cristal                              |                  | Joaquín Cortés         |
| 1992 | The More I See You                                 | Autoestopista    | Josef Aichholzer       |
| 1993 | ¿Por qué lo llaman amor cuando quieren decir sexo? |                  | Manuel Gómez Pereira   |
| 1994 | ¡Por fin solos!                                    | Sara             | Antonio del Real       |
| 1994 | Los peores años de nuestra vida                    | Rosy             | Emilio Martínez-Lázaro |
| 1995 | Un mes en el lago                                  |                  | John Irvin             |
| 1999 | Volavérunt                                         | Duquesa de Osuna | Bigas Luna             |
| 2006 | El genio tranquilo                                 |                  | Gonzalo Suárez         |
| 2007 | Las 13 rosas                                       | Adelina (voz)    | Emilio Martínez-Lázaro |
| 2012 | La montaña rusa                                    | Madre de Ada     | Emilio Martínez Lázaro |

## Teatro
| Obra                      | Director            |
| ------------------------- | ------------------- |
| Kafka y la muñeca viajera | Ayanta Barilli      |
| Descalzos por el parque   | Pep Antón Gómez     |
| Arsénico por compasión    | Gonzalo Suárez      |
| Mandíbula afilada         | Paco Mir            |
| Trabajos de amor perdidos | Carlos Marchena     |
| Harem                     | Giorgio Albertazzi  |
| Vallete Cannibali         | Marcantonio Graffeo |
| Fuoco Fatuo               | G. Pontani          |

## Series de televisión
| Año       | Título                   | Personaje      | Canal     |
| --------- | ------------------------ | -------------- | --------- |
| 1995      | Pepa y Pepe              | Periodista     | La 1      |
| 1995      | ¡Por fin solos!          | Sarita Garrido | Antena 3  |
| 1995      | Juntas pero no revueltas | Lucía          | La 1      |
| 1997      | In nome della famiglia   | María          | Canale 5  |
| 1998      | A las once en casa       | Lola           | La 1      |
| 1998      | La vida en el aire       | Arancha        | La 2      |
| 2010-2017 | ¿Qué fue de Jorge Sanz?  | Sonia Maroto   | Movistar+ |